# Bitfinex
Bitfinex ist eine Kryptobörse, die von dem Unternehmen iFinex Inc. betrieben wird und auf den Britischen Jungferninseln registriert ist. Bitfinex wurde 2012 gegründet. Ursprünglich war es eine reine Bitcoin-Börse, die später auch andere Kryptowährungen anbot. Die Kryptobörse ist eng mit dem Stablecoin Tether verbunden.

## Geschichte
Bitfinex wurde im Dezember 2012 als Peer-to-Peer-Bitcoin-Börse gegründet. Bitfinex begann zunächst als P2P-Margin-Lending-Plattform für Bitcoin und fügte später Unterstützung für weitere Kryptowährungen hinzu. Es war eine der ersten professionellen Plattformen, die für den Handel mit Kryptowährungen entwickelt wurde. Gründer der Plattform war Raphael Nicolle, ein IT-Techniker aus Paris. Er gründete Bitfinex nach einem gescheiterten früheren Projekt namens Bitcoinica.
Im Mai 2015 wurde die Kryptobörse gehackt, was zum Verlust von 1.500 Bitcoins oder rund 400.000 US-Dollar an Kundengeldern führte. Im August 2016 gab Bitfinex bekannt, dass es zu einem weiteren Diebstahl gekommen war. Bei diesem Hack, dem zweitgrößten Einbruch in eine Bitcoin-Börsenplattform, wurden 119.756 Bitcoin im Wert von damals etwa 72 Millionen Dollar gestohlen. Die Bitcoin wurden aus den segregierten Wallets der Nutzer entwendet. Börsenkunden, auch diejenigen, in deren Konten nicht eingebrochen wurde, hatten einen um 36 % reduzierten Kontostand und erhielten BFX-Token im Verhältnis zu ihren Verlusten. Alle Nutzer, die ihre BFX-Token behielten, wurden innerhalb von acht Monaten nach dem Hack, im April 2017, vollständig entschädigt. Das US-Justizministerium spürte die gestohlenen Bitcoins mehrere Jahre später auf, und ein New Yorker Ehepaar, Ilya Lichtenstein und seine Frau, Heather R. Morgan, wurde im Februar 2022 angeklagt, die gestohlenen Bitcoin, die nun bereits 3,6 Milliarden Dollar wert waren, gewaschen zu haben. Beide bekannten sich später schuldig, hinter dem Hack zu stehen.
Im April 2017 gab Bitfinex bekannt, dass es zu Verzögerungen bei der Bearbeitung von US-Dollar-Abhebungen kam, nachdem Wells Fargo seine Unterstützung eingestellt hatte. Kurz nach der Unterbrechung durch Wells Fargo erklärte Bitfinex, dass alle internationalen Überweisungen von seiner taiwanesischen Bank unterbrochen wurden. Seitdem ist Bitfinex zwischen einer Reihe von Banken in anderen Ländern gewechselt, ohne den Kunden mitzuteilen, wo das Geld aufbewahrt wird. Die Noble Bank International in San Juan, Puerto Rico, hat Berichten zufolge 2017 oder 2018 einige Dollar-Bankgeschäfte für die Kryptobörse abgewickelt. Die Bankbeziehung wurde Berichten zufolge im September 2018 beendet, da die Noble Bank in finanzielle Schwierigkeiten geriet. Am 15. Oktober 2018 teilte Bitfinex mit, dass es ein paar Tage zuvor aufgrund von Verarbeitungskomplikationen vorübergehend Fiat-Einzahlungen für bestimmte Kunden pausiert hatte. Am 7. Oktober verkündete das Unternehmen nach Gerüchten außerdem, dass "Bitfinex nicht insolvent ist".
Am 15. Oktober 2021 wurde bekannt gegeben, dass Bitfinex eine Geldstrafe in Höhe von 1,5 Millionen Dollar an die Commodity Futures Trading Commission für illegale, außerbörsliche Warentransaktionen mit digitalen Vermögenswerten mit US-Amerikanern zahlen würde. Weitere 41 Millionen musste das Unternehmen für die "irreführende Behauptung" zahlen, sein Stablecoin Tether sei vollständig durch US-Dollar gedeckt.
Im Dezember 2022 veröffentlichte Bitfinex sein "Freedom Manifesto", ein Dokument, das den Fortschritt von verteilter, quelloffener Software hervorhebt, die mit den libertären Ideen der Ökonomen der Österreichischen Schule und der Herangehensweise von Cypherpunks beim Schreiben von Code übereinstimmt.
Im April 2023 erhielt Bitfinex von der Nationalen Kommission für digitale Vermögenswerte El Salvadors eine Lizenz für den Betrieb im Land. Dies war die erste Lizenz für Anbieter von digitalen Vermögenswerten in El Salvador, welches Bitcoin zu einer offiziellen Währung gemacht hatte. Am 24. Mai 2023 gab Bitfinex bekannt, dass es in die chilenische Kryptobörse Orionx investieren würde. Bitfinex verkündete, es wolle seine Präsenz in Chile und Lateinamerika ausbauen. Im Juni 2023 startete Bitfinex seine Peer-to-Peer-Handelsplattform in Venezuela, Argentinien und Kolumbien. Die Plattform, Bitfinex P2P, gibt den Menschen in diesen Ländern die Möglichkeit, beliebte Kryptowährungen wie Bitcoin, Tether's EURT Stablecoin, Tether Gold und Ethereum direkt zu kaufen und zu verkaufen.

## Tether
Tether ist ein Stablecoin, der an den US-Dollar gekoppelt ist. Er ist im Besitz von iFinex, dem auch Bitfinex gehört. Er wurde im Juli 2014 als RealCoin eingeführt und im November 2014 in Tether umbenannt. Im Januar 2023 war Tether die drittgrößte Kryptowährung nach Bitcoin und Ethereum mit einer Marktkapitalisierung von 68 Milliarden US-Dollar. Tether Limited behauptet, Tether sei vollständig mit verschiedenen Vermögenswerten gedeckt. Tether ist eng mit Bitfinex verbunden, mit dem sie seit 2018 gemeinsame Anteilseigner und eine gemeinsame Geschäftsführung haben.
Im Februar 2021 stimmte Bitfinex in einem Vergleich mit der New Yorker Generalstaatsanwaltschaft der Zahlung von 18,5 Millionen US-Dollar zu. Dabei ging es um Vorwürfe, dass die Bitfinex-Muttergesellschaft iFinex falsche Angaben über die Deckung von Tether und die Bewegung von Hunderten von Millionen Dollar zwischen Tether und Bitfinex gemacht hatte, um massive Verluste von Bitfinex in den Jahren 2017 und 2018 zu vertuschen.
Im Jahr 2021 zahlte Bitfinex den verbleibenden Kreditsaldo an Tether vollständig zurück und die Deckung von Tether wurde später von unabhängigen Prüfern bestätigt.